# Doug Serrurier
Louis Douglas "Doug" Serrurier (9 de dezembro de 1920 – 4 de junho de 2006) foi um automobilista sul-africano.

## Carreira na Fórmula 1
Serrurier disputou três corridas de Fórmula 1, todas em seu país e por sua própria equipe, a LDS, com inscrição da Otelle Nucci. Seu melhor resultado foi o 11º lugar no GP da África do Sul de 1963.
As outras corridas disputadas por Serrurier não foram bem-sucedidas para ele: em 1962, abandonou por problemas no radiador, e em 1965, não conseguiu vaga no grid.